# Đại hội Thể thao Đông Nam Á 2003
Đại hội Thể thao Đông Nam Á 2003 (tiếng Anh: 2003 Southeast Asian Games), tên chính thức là Đại hội Thể thao Đông Nam Á lần thứ 22, hay còn gọi là SEA Games 22 và Vietnam 2003, là một sự kiện thể thao đa môn của khu vực Đông Nam Á được tổ chức từ ngày 5 đến 13 tháng 12 năm 2003 tại Hà Nội, Việt Nam. Đây là lần đầu tiên Việt Nam đăng cai tổ chức SEA Games. Kỳ đại hội này cũng ghi nhận lần đầu tiên Đông Timor – quốc gia mới giành được độc lập vào năm 2002 – tham dự, dù không phải là thành viên ASEAN và có vị trí địa lý gần quần đảo Thái Bình Dương hơn là lục địa châu Á.
Mặc dù lễ khai mạc chính thức diễn ra vào ngày 5 tháng 12 năm 2003, một số môn thi đấu đã bắt đầu từ ngày 29 tháng 11. Đại hội quy tụ khoảng 5.000 vận động viên đến từ 11 quốc gia tham gia thi đấu ở 442 nội dung thuộc 32 môn thể thao. Việt Nam là quốc gia thứ tám đăng cai SEA Games, sau Thái Lan, Myanmar, Malaysia, Singapore, Indonesia, Philippines và Brunei. Lễ khai mạc do Thủ tướng Phan Văn Khải chủ trì tại Sân vận động Quốc gia Mỹ Đình mới được xây dựng; lễ bế mạc do Phó Thủ tướng Phạm Gia Khiêm chủ trì.
Bảng tổng sắp huy chương chung cuộc do nước chủ nhà Việt Nam dẫn đầu, tiếp theo là Thái Lan và Indonesia. Nhiều kỷ lục ở cấp độ đại hội và quốc gia đã được thiết lập tại kỳ SEA Games này. Đại hội được đánh giá là thành công, với chất lượng chuyên môn ngày càng cao giữa các quốc gia tham dự.

## Tổ chức

### Chuẩn bị
Ban tổ chức SEA Games 22 được thành lập để giám sát việc tổ chức đại hội, với Nguyễn Danh Thái làm chủ tịch. Chính phủ Việt Nam đã chi rất nhiều tiền để nâng cấp và xây mới các cơ sở thể thao, trong đó có khoảng 60 đến 70 triệu đô la Mỹ được dành cho việc xây dựng Sân vận động Quốc gia Mỹ Đình với sức chứa 40.000 chỗ ngồi.

### Địa điểm
Đại hội Thể thao Đông Nam Á 2003 sử dụng kết hợp các địa điểm mới, hiện tại và tạm thời với tâm điểm là Khu liên hợp thể thao quốc gia Mỹ Đình, được khai trương vào tháng 9 năm 2003. Kết hợp với sân vận động quốc gia mới có sức chứa 40.192 chỗ ngồi, nơi đây đã tổ chức hầu hết các sự kiện.
Đại hội Thể thao Đông Nam Á lần thứ 22 có 31 địa điểm thi đấu, 20 tại Hà Nội (và các tỉnh lân cận) và 11 tại Thành phố Hồ Chí Minh.
| Thành phố             | Địa điểm                                             | Nội dung                                                    |
| Vùng thủ đô Hà Nội    | Khu liên hợp Thể thao Quốc gia                       | Khu liên hợp Thể thao Quốc gia                              |
| Vùng thủ đô Hà Nội    | Sân vận động Quốc gia Mỹ Đình                        | Lễ khai mạc và bế mạc, Bóng đá nam, Điền kinh               |
| Vùng thủ đô Hà Nội    | Cung thể thao dưới nước Mỹ Đình                      | Các môn thể thao dưới nước (Bơi, Lặn, Nhảy cầu)             |
| Vùng thủ đô Hà Nội    | Khác                                                 |                                                             |
| Vùng thủ đô Hà Nội    | Hồ Tây                                               | Canoeing, Rowing, Đua thuyền truyền thống                   |
| Vùng thủ đô Hà Nội    | Trung tâm Huấn luyện thể thao Quốc gia Hà Nội (Nhổn) | Bắn cung, Bắn súng                                          |
| Vùng thủ đô Hà Nội    | Nhà thi đấu Trịnh Hoài Đức                           | Wushu                                                       |
| Vùng thủ đô Hà Nội    | Nhà thi đấu quận Cầu Giấy                            | Đấu kiếm                                                    |
| Vùng thủ đô Hà Nội    | Cung thể thao Quần Ngựa                              | Thể dục dụng cụ                                             |
| Vùng thủ đô Hà Nội    | Nhà thi đấu Gia Lâm                                  | Karate                                                      |
| Vùng thủ đô Hà Nội    | Nhà thi đấu Sóc Sơn                                  | Cử tạ                                                       |
| Vùng thủ đô Hà Nội    | Nhà thi đấu Hai Bà Trưng, quận Hoàng Mai             | Cầu mây                                                     |
| Vùng thủ đô Hà Nội    | Sân vận động Hàng Đẫy                                | Bóng đá (một bảng vòng loại)                                |
| Vùng thủ đô Hà Nội    | Hà Nội - Bắc Ninh - Hoà Bình                         | Đua xe đạp                                                  |
| Vùng thủ đô Hà Nội    | Bắc Ninh                                             | Đua xe đạp (nội dung cá nhân tính giờ đường trường nam, nữ) |
| Vùng thủ đô Hà Nội    | Sân vận động Lạch Tray, Hải Phòng                    | Bóng đá nữ                                                  |
| Vùng thủ đô Hà Nội    | Nhà thi đấu C500                                     | Pencak silat                                                |
| Vùng thủ đô Hà Nội    | Sân vận động Thiên Trường, Nam Định                  | Bóng đá (Nam và nữ: vòng bảng)                              |
| Vùng thủ đô Hà Nội    | Nhà thi đấu Thị xã Vĩnh Yên, Vĩnh Phúc               | Đá cầu                                                      |
| Vùng thủ đô Hà Nội    | Nhà thi đấu Hải Dương                                | Bóng bàn                                                    |
| Vùng thủ đô Hà Nội    | Nhà thi đấu Trần Quốc Toản, Nạm Định                 | Bóng chuyền nữ (bãi biển)                                   |
| Vùng thủ đô Hà Nội    | Nhà thi đấu Ninh Bình                                | Bóng chuyền (trong nhà)                                     |
| Vùng thủ đô Hà Nội    | Nhà thi đấu Hà Tây                                   | Đấu vật                                                     |
| Vùng thủ đô Hà Nội    | Nhà thi đấu thể dục thể thao tỉnh Phú Thọ            | Bóng ném                                                    |
| Thành phố Hồ Chí Minh | Nhà thi đấu Tân Bình                                 | Cầu lông                                                    |
| Thành phố Hồ Chí Minh | Nhà thi đấu Quân khu 7                               | Bóng rổ                                                     |
| Thành phố Hồ Chí Minh | Sân vận động Quân khu 7                              | Bóng đá nam (một bảng vòng loại)                            |
| Thành phố Hồ Chí Minh | Nhà thi đấu Phan Đình Phùng                          | Quyền anh                                                   |
| Thành phố Hồ Chí Minh | Nhà thi đấu Lãnh Binh Thăng                          | Judo                                                        |
| Thành phố Hồ Chí Minh | Nhà thi đấu Phú Thọ                                  | Bóng ném, Taekwondo                                         |
| Thành phố Hồ Chí Minh | Câu lạc bộ Lan Anh                                   | Quần vợt                                                    |
| Thành phố Hồ Chí Minh | Nhà thi đấu Nguyễn Du                                | Billiards & Snooker                                         |
| Thành phố Hồ Chí Minh | Nhà hát Bến Thành                                    | Thể hình                                                    |
| Thành phố Hồ Chí Minh | Nhà thi đấu quận 4                                   | Cờ vua                                                      |
| Thành phố Hồ Chí Minh | Sân vận động Thống Nhất                              | Bóng đá (một bảng vòng loại)                                |
| Thành phố Hồ Chí Minh | Trung tâm Thể dục thể thao Kỳ Hòa, quận 10           | Bi sắt                                                      |

### Rước đuốc
Ngọn đuốc thiêng lấy từ đền thờ các vua Hùng; lễ rước đuốc của Đại hội bắt đầu từ Thành phố Hồ Chí Minh và đi qua một số thành phố của Việt Nam trước khi được lưu giữ tại Bảo tàng Hồ Chí Minh, Hà Nội, địa điểm chính của đại hội.

## Tiếp thị

### Biểu trưng
Biểu trưng của Đại hội được cách điệu dựa trên hình ảnh chim lạc - hình ảnh thường thấy trên các mặt trống đồng Đông Sơn - qua ba màu sắc: đỏ thể hiện tinh thần chiến thắng, xanh lục tượng trưng cho các môn điền kinh và xanh lam tượng trưng cho các môn thể thao dưới nước. Được thiết kế bởi họa sĩ Nguyễn Chí Long, biểu trưng mô tả con chim trang trí trên trống đồng Ngọc Lũ, một cổ vật tiêu biểu của nền văn hóa Đông Sơn. Biểu tượng bao gồm các đường cong hài hòa và mạnh mẽ giống như chuyển động và sức mạnh hướng lên trên đại diện cho Tinh thần Olympic: "Nhanh hơn, cao hơn và mạnh hơn". 5 vạch màu xoáy lên thể hiện sự cạnh tranh gay gắt và quyết liệt trong thể thao. 10 vòng tròn lồng vào nhau, biểu tượng của Liên đoàn Thể thao Đông Nam Á, đại diện cho các quốc gia tham dự Đại hội Thể thao Đông Nam Á và chính Đại hội Thể thao Đông Nam Á.

### Linh vật

Linh vật của Đại hội Thể thao Đông Nam Á lần thứ 22 tại Việt Nam - Trâu Vàng

Linh vật của Đại hội lần này là Trâu Vàng, do họa sĩ Nguyễn Thái Hùng thiết kế. Được miêu tả là loài vật hiền lành, cần cù, khôn ngoan, trung thành và hòa hợp với thiên nhiên, con trâu gắn liền với nền văn minh lúa nước ở Việt Nam nói riêng và các nước Đông Nam Á nói chung. Đối với người dân Việt Nam, trâu vàng tượng trưng cho ước vọng mùa màng bội thu, ấm no, hạnh phúc, sức mạnh và tinh thần thượng võ của người Việt cũng như tấm lòng cởi mở, vui vẻ, mến khách của nước chủ nhà. Chiếc khố màu đỏ tượng trưng cho trang phục truyền thống của Việt Nam cũng như của môn vật.

### Ca khúc chính thức
Ca khúc chính thức của Đại hội là "Vì một Thế giới ngày mai" (tiếng Anh: For the world of tomorrow) do nhạc sĩ Nguyễn Quang Vinh sáng tác vào năm 2001. Bài hát lần đầu tiên được vang lên tại Lễ bế mạc SEA Games 21, khi Việt Nam nhận lá cờ Liên đoàn Thể thao Đông Nam Á từ chủ nhà Malaysia để đăng cai tổ chức kỳ Đại hội tiếp theo. Trong quá trình Việt Nam chuẩn bị cho SEA Games 22, phần lời của bài hát đã được sửa đổi nhiều lần trước khi đi đến thống nhất. Bài hát này sau đó đã một lần nữa được biểu diễn tại lễ bế mạc Đại hội Thể thao Đông Nam Á 2019 tại Philippines.

### Tài trợ
Tổng cộng 24 nhà tài trợ cho đại hội, bao gồm:
| Đối tác chính thức - LG Electronics - Tập đoàn Bưu chính Viễn thông Việt Nam Nhà tài trợ chính thức - Petronas - Interfood - Agribank - Milo - Rinnai - Halida | - MobiFone - Petrolimex - Ha Long Canfoco - Vietnam Airlines - Vietnam Glass and Ceramics - Uni-President - Sơn Đại Bàng - Động Lực Sport | - TNT N.V. - Super Horse Energy Drink - Petrovietnam - Bảo hiểm Bảo Việt - Vital - Yamaha - Foci - Grand Sport |

## Đại hội

### Lễ khai mạc

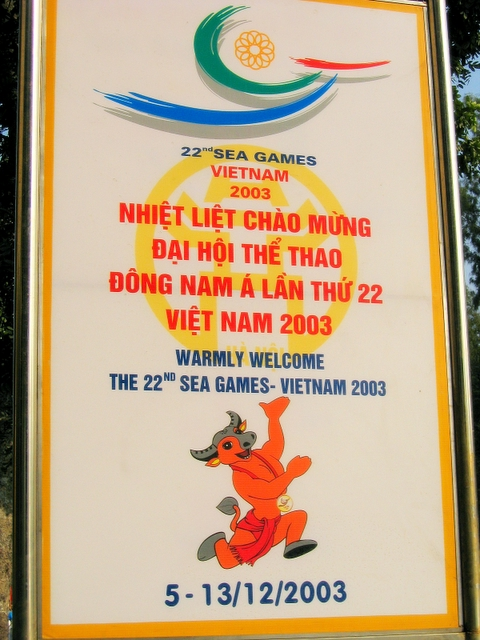
Áp phích chào mừng

Lễ khai mạc SEA Games 22 diễn ra vào lúc 19 giờ ngày 5 tháng 12 năm 2003 tại Sân vận động Quốc gia Mỹ Đình, Hà Nội. Khoảng 4.000 diễn viên chuyên nghiệp và không chuyên của thành phố Hà Nội đã tham gia biểu diễn trong lễ khai mạc.
Tổng cộng có 40.000 khán giả đến tham dự lễ khai mạc. Tham dự buổi lễ còn có Tổng Bí thư Nông Đức Mạnh, Thủ tướng Chính phủ Phan Văn Khải, cán bộ các bộ, ngành, đoàn ngoại giao, lãnh đạo Liên đoàn Thể thao Đông Nam Á và trưởng đoàn thể thao các nước trong khu vực. Ngoài ra, một buổi lễ song song cũng được tổ chức tại Thành phố Hồ Chí Minh. Hầu hết báo chí đều nhận xét về lễ khai mạc bằng một câu "Hoành tráng, ấn tượng, rực rỡ sắc màu". Toàn bộ lễ khai mạc kéo dài trong 2 tiếng đồng hồ. Chương trình buổi lễ được chia thành hai phần:
- Phần Lễ: Sự kiện đã chính thức mở màn bằng màn biểu diễn dù bay. Chiếc dù là hình nộm mặc áo tứ thân, đầu đội vòng kết từ lá và tay cầm bó hoa vẫy chào xung quanh sân. Kế tiếp, 11 VĐV mang 11 quốc kỳ của các quốc gia Đông Nam Á tham dự SEA Games 22 lần lượt bay ngang qua mặt sân vận động, đồng thời dưới sân dàn máy chiếu LCD cũng thực hiện màn thay đổi cờ của các quốc gia trên khắp mặt sân. Tiếp theo là diễu hành của 11 đoàn thể thao. Trung tâm của phần lễ là lễ rước đuốc và thắp đuốc. Ngọn đuốc thiêng được rước từ Bảo tàng Hồ Chí Minh do Trương Quốc Thắng (vận động viên xe đạp), Bùi Thị Nhung (vận động viên điền kinh), Vũ Kim Anh (tuyển thủ Karate) và các vận động viên đến từ 10 quốc gia trong khu vực chuyền cho Nguyễn Thúy Hiền (tuyển thủ môn wushu). Nguyễn Thúy Hiền sau đó đã truyền ngọn đuốc cho Thủ tướng và truyền cho nhân vật anh hùng dân tộc Gióng -do nghệ sĩ Xuân Quang của Liên đoàn xiếc Việt Nam hoá trang.[5] Sau đó, ngọn lửa được châm lên vạc và sẽ cháy trong suốt thời gian diễn ra Đại hội. Bộ trưởng, Chủ nhiệm Ủy ban Thể dục Thể thao Nguyễn Danh Thái, đồng thời là Chủ tịch Ủy ban Olympic Quốc gia Việt Nam, Chủ tịch Hội đồng Thể thao Đông Nam Á lần thứ 22, Trưởng Ban tổ chức SEA Games 22 đã có bài phát biểu chào mừng nồng nhiệt lãnh đạo Đảng, Nhà nước, các đại biểu, khách mời trong nước và quốc tế cùng 11 đoàn thể thao các nước Đông Nam Á tham dự SEA Games 22. Sau đó, thay mặt nước chủ nhà, Thủ tướng Phan Văn Khải tuyên bố khai mạc SEA Games 22. Phó Thủ tướng Phạm Gia Khiêm, Trưởng Ban Chỉ đạo SEA Games 22, Bộ trưởng, Chủ nhiệm Nguyễn Danh Thái và Chủ tịch Ủy ban nhân dân Thành phố Hà Nội Hoàng Văn Nghiên đã tặng hoa và băng rôn cho 11 đoàn thể thao tham dự. Sau đó, thay mặt tổ trọng tài và các vận động viên, trọng tài Hoàng Quốc Vinh và vận động viên bắn súng Nguyễn Mạnh Tường đã tuyên thệ “Đoàn kết, trung thực và thi đấu công bằng”.
- Phần Hội: là chương trình biểu diễn nghệ thuật gồm 3 chương: 
  - Chương I: "Đất Rồng Tiên" giới thiệu hình ảnh đất nước Việt Nam hòa bình, thân thiện". Mở đầu bằng ánh sáng laser tạo hình rồng và phượng hoàng rọi từ mặt sân lên màn hình phun nước áp suất cao. Rồng phượng tượng trưng cho Lạc Long Quân và Âu Cơ đẻ ra bọc trăm trứng, nở ra đóa sen hồng. Tiếp đến là văn hóa lúa nước và hình ảnh chú bé chăn trâu thổi sáo, trâu lá đa; tích truyện rùa vàng trả gươm. Các học sinh tiểu học tay cầm đèn ông sao hát ca khúc "Hòa bình cho chúng em".
  - Chương II: "Hợp tác vì hòa bình." tái hiện hình ảnh Hà Nội - thành phố Vì hòa bình"; Chương III: "ASEAN đoàn kết hướng tới tương lai" là những nét đặc sắc về văn hóa nghệ thuật của các nước Đông Nam Á. Chương trình khép lại với bài hát chính thức của SEA Games 22 "Vì một thế giới ngày mai" với sự thể hiện của 11 cặp ca sĩ nam nữ và màn bắn pháo hoa rực rỡ sắc màu.[18][19][20][21][22]

### Lễ bế mạc
Lễ bế mạc được tổ chức vào ngày 13 tháng 12 năm 2003 tại Sân vận động Quốc gia Mỹ Đình, Hà Nội lúc 19 giờ. Khoảng 40.000 khán giả tham dự lễ bế mạc, bao gồm Tổng Bí thư Nông Đức Mạnh, Phó Chủ tịch nước Trương Mỹ Hoa và các lãnh đạo của Liên đoàn Thể thao châu Á.
Buổi lễ bắt đầu với những chùm tia laser bắn ra trong sân vận động và những chiếc dù đầy màu sắc bay xuyên qua bầu trời. Các vận động viên sau đó đã diễu hành vào sân vận động theo thứ tự các môn thể thao thi đấu tại Đại hội. Sau đó là phần âm nhạc Việt Nam do Dàn nhạc Giao hưởng Việt Nam cùng các vũ công và ca sĩ địa phương biểu diễn. Nguyễn Danh Thái - Bộ trưởng, Chủ nhiệm Ủy ban Thể dục Thể thao, Chủ tịch Hội đồng SEA Games 22, Trưởng Ban tổ chức SEA Games 22 - phát biểu, khẳng định Đại hội đã kết thúc thành công tốt đẹp sau những ngày thi đấu sôi nổi. Phó Thủ tướng Phạm Gia Khiêm, Chủ tịch Ban chỉ đạo SEA Games 22 thay mặt nước chủ nhà tuyên bố bế mạc sự kiện thể thao khu vực.
Sau đó, lá cờ SEA Games màu xanh được các chiến sĩ tiêu binh Quân đội nhân dân Việt Nam mặc quân phục màu trắng hạ xuống và mang đến cho đại diện Việt Nam cùng với ca sĩ Việt Nam Mỹ Linh và ca sĩ Philippines Carlo Orosa hát bài “Vì một thế giới ngày mai”. Cùng lúc đó, ngọn lửa của vạc đã được dập tắt. Chủ tịch Nguyễn Danh Thái và Chủ tịch Ủy ban nhân dân thành phố Hà Nội Hoàng Văn Nghiên trao cờ SEA Games cho Trưởng ban Tổ chức Đại hội Thể thao Roberto Pagdanganan và Thị trưởng Manila, Lito Atienza, tượng trưng cho các trọng trách Đại hội Thể thao Đông Nam Á đang được bàn giao cho Philippines, nước chủ nhà của Sea Games 23. Quốc ca Philippines vang lên khi quốc kỳ của nước này được kéo lên lễ đài. Sau đó, đoàn biểu diễn của Philippines đã trình bày tiết mục nghệ thuật dân gian đặc sắc, đại diện cho nước chủ nhà. Kế tiếp là các tiết mục những ca khúc dân ca, bài hát đại diện cho từng quốc gia Đông Nam Á được trình bày bởi các ca sĩ, vũ công và dàn nhạc giao hưởng TPHCM. Buổi lễ kết thúc với màn biểu diễn chia tay của các vũ công Việt Nam, thể hiện văn hóa Việt Nam.

### Các đoàn tham dự
- Brunei
- Campuchia
- Indonesia
- Lào
- Malaysia
- Myanmar
- Philippines
- Singapore
- Thái Lan
- Đông Timor
- Việt Nam (chủ nhà)

## Các môn thi đấu
SEA Games lần thứ 22 có 32 môn thi đấu được tổ chức ở nhiều địa phương của Việt Nam. Trong đó, Hà Nội và Thành phố Hồ Chí Minh là hai trung tâm thi đấu chính. Các môn thi đấu gồm có:
- Thể thao dưới nước  (chi tiết)

- -  Bơi lội (32) (chi tiết)

- -  Finswimming (16) (chi tiết)

- ³
  -  Nhảy cầu (8) (chi tiết)

- Bắn cung (4) (chi tiết)

- Điền kinh (45) (chi tiết)

- Cầu lông (7) (chi tiết)

- Bóng rổ (2) (chi tiết)

- Bi-a và snoker (12) (chi tiết)

- ¹
- Thể hình (8) (chi tiết)

- ¹
- Quyền Anh (9) (chi tiết)

- Canoeing (15) (chi tiết)

- Cờ vua (8) (chi tiết)

- ¹
- Xe đạp (10) (chi tiết)

- Đấu kiếm (10) (chi tiết)

- Bóng đá (2) (chi tiết)

- Thể dục dụng cụ (24) (chi tiết)

- Bóng ném (2) (chi tiết)

- Judo (16) (chi tiết)

- Karate (19) (chi tiết)

- Pencak silat (22) (chi tiết)

- ²
- Bi sắt (6) (chi tiết)

- ²
- Chèo thuyền (8) (chi tiết)

- Cầu mây (6) (chi tiết)

- ¹
- Bắn súng (42) (chi tiết)

- Đá cầu (7) (chi tiết)

- ³
- Bóng bàn (7) (chi tiết)

- Taekwondo (16) (chi tiết)

- Quần vợt (7) (chi tiết)

- Đua thuyền truyền thống (4) (chi tiết)

- ¹
- Bóng chuyền (4) (chi tiết)

- Cử tạ (13) (chi tiết)

- Vật (22) (chi tiết)

- Wushu (28) (chi tiết)

- ¹

¹ - không phải là môn thể thao chính thức của Olympic
² - môn thể thao chỉ thi đấu tại SEA Games
³ - không phải là môn thể thao truyền thống của Olympic lẫn SEA Games, được giới thiệu bởi nước chủ nhà.

## Bảng xếp hạng
Đã có tổng cộng 1441 huy chương được trao, trong đó có 444 huy chương vàng, 441 huy chương bạc và 556 huy chương đồng được trao cho các vận động viên. Màn trình diễn của chủ nhà Việt Nam ở SEA Games lần này là tốt thứ 3 từ trước đến nay trong lịch sử các kỳ Đại hội Thể thao Đông Nam Á.
| Hạng                | Đoàn                | Vàng | Bạc | Đồng | Tổng số |
| ------------------- | ------------------- | ---- | --- | ---- | ------- |
| 1                   | Việt Nam (VIE)      | 158  | 97  | 91   | 346     |
| 2                   | Thái Lan (THA)      | 90   | 93  | 98   | 281     |
| 3                   | Indonesia (INA)     | 55   | 68  | 98   | 221     |
| 4                   | Philippines (PHI)   | 48   | 54  | 75   | 177     |
| 5                   | Malaysia (MAS)      | 44   | 42  | 60   | 146     |
| 6                   | Singapore (SIN)     | 30   | 33  | 50   | 113     |
| 7                   | Myanmar (MYA)       | 16   | 43  | 50   | 109     |
| 8                   | Lào (LAO)           | 1    | 5   | 15   | 21      |
| 9                   | Campuchia (CAM)     | 1    | 5   | 11   | 17      |
| 10                  | Brunei (BRU)        | 1    | 1   | 8    | 10      |
| 11                  | Đông Timor (TLS)    | 0    | 0   | 0    | 0       |
| Tổng số (11 đơn vị) | Tổng số (11 đơn vị) | 444  | 441 | 556  | 1441    |